# Zdravko Mršić
Zdravko Mršić (Mostar, BiH, 11. svibnja 1936.) je hrvatski političar, ministar vanjskih poslova u prvoj i drugoj vladi RH.
Rođen je u Mostaru, 11. svibnja 1936. Godine 1959. diplomirao je na Prirodoslovno matematičkom fakultetu Sveučilišta u Zagrebu, a 1965. je obranio magisterij iz područja matematičke logike.
Dana 31. svibnja 1990. postaje ministar vanjskih poslova u prvoj vladi Republike Hrvatske. Istu funkciju obavlja i u drugoj vladi, gdje ga 8. studenog 1990. zamjenjuje Frane Vinko Golem. Mršić je bio i direktor hrvatske Agencije za restrukturiranje
Nositelj je Spomenice Domovinskog rata 1990. – 1992. 